# Chryston
Chryston es una localidad situada en North Lanarkshire, en Escocia (Reino Unido). Tiene una población estimada, a mediados de 2020, de 3100 habitantes.
Está ubicada en el centro de Escocia, en el área metropolitana de Glasgow.